# Loves Park
Loves Park és una població dels Estats Units a l'estat d'Illinois. Segons el cens del 2000 tenia 20.044 habitants.

## Demografia
Segons el cens del 2000, Loves Park tenia 20.044 habitants, 8.144 habitatges, i 5.399 famílies. La densitat de població era de 535,6 habitants/km².
Dels 8.144 habitatges en un 33,5% hi vivien nens de menys de 18 anys, en un 51,6% hi vivien parelles casades, en un 10,2% dones solteres, i en un 33,7% no eren unitats familiars. En el 27,3% dels habitatges hi vivien persones soles el 9,6% de les quals corresponia a persones de 65 anys o més que vivien soles. El nombre mitjà de persones vivint en cada habitatge era de 2,44 i el nombre mitjà de persones que vivien en cada família era de 2,99.
Per edats la població es repartia de la següent manera: un 26,2% tenia menys de 18 anys, un 8% entre 18 i 24, un 33,7% entre 25 i 44, un 20,8% de 45 a 60 i un 11,3% 65 anys o més.
L'edat mediana era de 35 anys. Per cada 100 dones de 18 o més anys hi havia 92,7 homes.
La renda mediana per habitatge era de 45.238 $ i la renda mediana per família de 52.061 $. Els homes tenien una renda mediana de 38.167 $ mentre que les dones 25.771 $. La renda per capita de la població era de 20.781 $. Aproximadament el 3,7% de les famílies i el 5% de la població estaven per davall del llindar de pobresa.

## Poblacions més properes
El següent diagrama mostra les poblacions més properes.